# Лазарко Микола Олександрович
Микола Олександрович Лазарко *(14 грудня 1948, с. Стецьківка, Сумський район  — †2 лютого 2011)  — український поет, філолог, педагог. Протоієрей Української Православної Церкви.

## Біографія

### Родина
Народився у родині селян 1948 в с. Стецьківка. Батьки — Лазарко Олександр Максимович 1914 р.н., Лазарко Анастасія Петрівна 1914 р.н.

### Навчання
Закінчив Стецьківську середню школу, 1966—1970 — студент Сумського педагогічного інституту ім. А. С. Макаренка (тепер Педагогічний університет).

### Трудова діяльність
1970  — 1971 вчитель української мови і літератури Могрицької восьмирічної школи. 1971—1973 — заступник директора з навчально-виховної роботи восьмирічної Могрицької школи, член координаційної районної організації Товариства «Знання».
1973  — 1974  — командир відділення військової частини № 36747 Прикарпатського військового округу.
1974  — 1975  — вчитель української мови і літ-ри Склярівської восьмирічної школи.
1975  — директор восьмирічної школи с. Склярівка.
1979 талановитий педагог, який цікавився старослов'янською, володів болгарською, польською, сербо-хорватською, російською мовами не залишився поза увагою  — запросили на кафедру української мови до Сумського педагогічного інституту.
1986 — старший викладач кафедри української мови. Викладає українську мову, історичну граматику української мови, вступ до слов'янської філології, шкільний курс української мови.
1995  — молодший науковий співробітник.
1999 очолює літературно-мистецьку студію «Орфей», що діє при Сумському Педагогічному університеті.

## Лазарко— поет
Як згадував сам Микола Олександрович, вірші почав писати ще у шостому класі. Як і притаманно поету-початківцю наслідував тих поетів, твори яких у дитинні літа читала мати  — Т. Г. Шевченка, Олександра Олеся, Лесі Українки. Писав про те, що бачив, що зворушувало душу: рідне село, ліс, річка. Вже у студентські роки і пізніше поезії Лазарка сповнені філософських роздумів про сенс життя, юне кохання.

## Духовний шлях

Храм Святого Великомученика Димитрія Солонського с. Стецьківка УПЦ (МП)

Микола Олександрович, незважаючи на членство у КПРС, вихований у сім'ї зі сталими традиціями любові до Бога, до людей, чим і славилася родина. Як згадував Микола Олександрович:
| Пам’ятаю, що для нас, дітей, було просто необхідно, як повітря, перед тим, як вийти з хати, підійти до матері і сказати: «Мамо, простіть і благословіть…» Так, було кровно необхідно отримати від матері чи бабусі благословення – чи то на дорогу, чи на почин. |
Особливо відомою у селі була бабуся Шаблиха (прабабця М. Лазарка Єлизавета). Саме від неї почав цікавитися церковнослов'янською мовою малий Микола. Старенька мала книжкові церковні старожитності.
Микола Олександрович згадував:
| Як мовою церковнослов’янською, та і церковними обрядами цікавився я, можна сказати, змалечку. Навіть не цікавився — я цим жив і живу нині. Та й ім’ям таким мене нарекли недаремно – бо народився майже на Святого Миколая... |
У сім'ї Лазарків було троє дітей  — Катерина, Микола та Василь. Молодший брат Василь Лазарко (1952 р.н.), як і Микола пробував себе на педагогічній ниві, працював журналістом, та потім присвятив життя служінню Богу і людям. Спочатку працював паламарем у церкві Різдва Іоанна Предтечі (Суми, район Баранівки), потім священиком (протоієреєм) в Іллінському храмі (Суми), а після того, як настоятель Стецьківського Свято-Димитріївського храму (храм Святого Великомученика Димитрія Солонського УПЦ (МП)) пішов на пенсію, став на його місце. Микола Олександрович часто допомагав брату на службі, співав у хорі, читав на кліросі, виконував роль церковного старости. Коли у 2000 під час паломницької поїздки до Свято-Успенської Почаївської Лаври брат Василь помер сільська громада попрохала Миколу Олександровича очолити парафію.
Микола Олександрович закінчив Сумське пасторське богословське духовне училище при Свято-Пантелеймонівському монастирі. Вже будучи священнослужителем отець Микола не полишав педагогічної роботи, проводив семінари, читав лекції у Педагогічному університеті.
2 лютого 2011 року протоієрей Микола Лазарко помер після інсульту. Похований біля храму Святого Великомученика Димитрія Солунського, що у Стецьківці. 

Могила М. О. Лазарка біля Свято-Димитрієвського храму c. Стецьківка

## Наукові та навчально-методичні праці
- 1. Навчально-виховна роль діалектологічної практики студентів-філологів // Методичні поради до комплексної підготовки студентів-філологів.  — Запоріжжя, 1982.  — С.120-125.
- 2. Мировоззренческий аспект в анализе диалектологического материала восточнополесского региона // Тезисы докладов и сообщений областной научной конференции.  — Сумы, 1983.  — С.104-105.
- 3. Изучение системы падежей имен существительных в северо-восточных говорах УССР // Тезисы докладов и сообщений к научной конференции.  — Сумы, 1982.  — С.24-25.
- 4. Використання діалектологічних записів у процесі вивчення лінгвістичних дисциплін // Професійна підготовка вчителів-філологів.  — Запоріжжя, 1983.  — С.82-89.
- 5. Вивчення іменника в умовах східнополіських говорів // Педагогічно-фахова підготовка вчителів-філологів.  — Запоріжжя, 1984. — С.27-35.
- 6. К использованию технических средств обучения в процессе преподавания лингвистических дисциплин // Тезисы докладов и сообщений областной межвузовской научно-теоретической конференции.  — Сумы, 1986.  — С.35-37.
- 7.Роль українсько-білоруських культурно-літературних взаємин у збагаченні української мови // Тези шостої обласної наукової конференції.  — Суми, 1987.  — С.32-33.
- 8.К этимологии названия города Путивля // Тезисы докладов и сообщений областной научной конференции.  — Путивль, 1988.  — С.56-57.
- 9. Архаїчні форми як елемент поетики українських народних дум у зв'язку з особливостями їх музичної інтерпретації // Тези доповідей і повідомлень обласної науково-практичної конференції.  — Суми, 1988.  — С.66-69.
- 10. Що в імені твоїм, Путивль? // Ленінська правда.  — 1988.  — 15 липня.
- 11. Сьогочасне вивчення мови «Слова о полку Ігоревім» // Тези доповідей і повідомлень першої наукової конференції учасників семінарію по вивченню «Слова».  — Суми, 1988.  — С.27-28 (у співавторстві).
- 12. Про нинішнє висвітлення проблеми хронології «Слова» і характер полеміки навколо неї // Тези доповідей і повідомлень першої наукової конференції учасників семінарію по вивченню «Слова».  — Суми, 1988.  — С.19-21.
- 13. Враца літературна. Історія і сьогодення.  — Вперед.  — 1988.  — 7 жовтня.
- 14. Східно поліські говори в «Словарі української мови» Б.Грінченка (особливості іменникових форм) // Вивчення життя і творчості Б. Д. Грінченка в школі і вузі: Методичні рекомендації.  — Суми, 1988. — С.39-41.
- 15. Вірш «Хаджі Димитр» Х.Ботева в контексті перекладацької діяльності й суспільних позицій П.Грабовського // Тези доповідей і повідомлень обласних літературних читань.  — Суми, 1989.  — С.65-68.
- 16. Ігор Новгород-Сіверський як історична особа і образ «Слова» // Тезисы докладов и сообщений второй научной конференции участников семинария по изучению «Слова».  — Сумы, 1990.  — С.53-55.
- 17. Князь Ігор  — постать героїчна // Вперед.  — 1990.  — 26 травня.
- 18. Топонім Путивль в істотко-лінгвістичному аспекті // Тези доповідей і повідомлень VI Республіканської ономастичної конференції.  — Одеса, 1990.  — С.46-48.
- 19. Деякі особливості східнополіських говірок як матеріал для дослідження історії української мови // Тези доповідей і повідомлень XVI Республіканської діалектологічної наради: Проблема української діалектології на сучасному етапі.  — Житомир, 1990.  — С.75-76.
- 20. Переклади М.Драй-Хмари поезій М.Богдановича // Матеріали і тези доповідей сьомої наукової конференції питань білорусько-українських літературних та фольклорних взаємин.  — Суми, 1991.  — С.47-50.
- 21. Канадські зустрічі з Кобзарем (Про вшанування Т.Шевченка в Канаді).  — Вперед.  — 1991.  — 12 березня.
- 22. Автор «Слова о полку Ігоревім» і Чернігово-Сіверська мовна стихія // Проблеми хронології і авторства «Слова о полку Ігоревім» у сучасному трактуванні: Тези доповідей та повідомлень третьої наукової конференції учасників семінарію з проблем вивчення «Слова».  — Суми, 1992.  — С.62-64.
- 23. Леся серед українців Канади: Нотатки з подорожі.  — Вперед.  — 1992.  — 24 червня.
- 24. Альманах «Слобожанщина»  — 92: Спроба аналітичного (і небезстороннього) огляду.  — Веред.  — 1993.  — 24 лютого.
- 25. Специфіка мови «Слова о полку Ігоревім» // Специфіка «Слова о полку Ігоревім» як літературної пам'ятки: Матеріали сьомої республіканської наукової конференції з питань вивчення «Слова».  — Суми, 1994.  — С.43-44 (у співавторстві з Малишко Г.).
- 26. «Євгеній Онєгін» у перекладі М.Рильського // Максим Рильський і світова література: Матеріали наукової конференції, присвяченої 100-річюю від часу народження Максима Рильського.  — Суми,1995.  — С.22-25.
- 27. Методичні вказівки та матеріали для діалектологічної практики: Навчальний посібник.  — Суми, 1995.  — 54 с.
- 28. Враганский цвіркунець: Передмова до перекладів з болгарської поезії Яни Кременської // Ярославна.  — 1996.  — № 2-3.  — С.12.
- 29. Особливості мови «Слова о полку Ігоревім» // Філологічні науки.  — Суми, 1998.
- 30. «А починалось усе так…»: Передмова до добірки віршів «Орфею» та впорядкування добірки // Слобожанщина.  — 2000.  — Вип. 6.  — С.111-112.
- 31. Ігор Новгород-Сіверський як історична особа і образ «Слова» // Слобожанщина.  — 2000.  — Вип. 5.  — С.96-100.
- 32. Естетична функція слова в поетичному творі: Навчальний посібник для студентів-філологів вищих навчальних закладів.  — Суми: Собор, 2001.  — 68с. (у співавторстві  — Малишко Г., Федоров В.).